# Tubungan
Tubungan é um município de  quarta classe de renda municipal (d) na província Iloilo, nas Filipinas. De acordo com o censo de 1 de maio  de  2020 possui uma população de 23 021 pessoas e 5 414 domicílios.